# Hyperolius kuligae
Hyperolius kuligae là một loài ếch thuộc họ Hyperoliidae.
Loài này có ở Cameroon, Gabon và Uganda, có thể có ở Cộng hòa Trung Phi, Cộng hòa Congo, Cộng hòa Dân chủ Congo, Guinea Xích Đạo, và Rwanda.
Môi trường sống tự nhiên của chúng là rừng ẩm vùng đất thấp nhiệt đới hoặc cận nhiệt đới, xavan ẩm, vùng cây bụi ẩm khu vực nhiệt đới hoặc cận nhiệt đới, đồng cỏ nhiệt đới hoặc cận nhiệt đới vùng ngập nước hoặc lụt theo mùa, đầm nước, đầm nước ngọt, đầm nước ngọt có nước theo mùa, rừng trước đây suy thoái nghiêm trọng, ao, và kênh đào và mương rãnh.